# Бер-Рівер-Сіті (Юта)
Бер-Рівер-Сіті (англ. Bear River City) — місто (англ. city) в США, в окрузі Бокс-Елдер штату Юта. Населення — 877 осіб (2020).

## Географія
Бер-Рівер-Сіті розташований за координатами 41°36′47″ пн. ш. 112°7′27″ зх. д. / 41.61306° пн. ш. 112.12417° зх. д. (41.613101, -112.124275).  За даними Бюро перепису населення США в 2010 році місто мало площу 3,99 км², уся площа — суходіл. В 2017 році площа становила 4,65 км², уся площа — суходіл.

## Демографія
Згідно з переписом 2010 року, у місті мешкали 853 особи в 269 домогосподарствах у складі 228 родин. Густота населення становила 214 осіб/км².  Було 285 помешкань (71/км²).
Расовий склад населення:
| - 97,1 % — білих - 0,5 % — корінних американців - 0,5 % — азіатів - 0,4 % — чорних або афроамериканців - 1,1 % — осіб інших рас |

До двох чи більше рас належало 0,6 %. Частка іспаномовних становила 4,2 % від усіх жителів.
За віковим діапазоном населення розподілялося таким чином: 32,9 % — особи молодші 18 років, 54,7 % — особи у віці 18—64 років, 12,4 % — особи у віці 65 років та старші. Медіана віку мешканця становила 33,3 року. На 100 осіб жіночої статі у місті припадало 109,6 чоловіків;  на 100 жінок у віці від 18 років та старших — 103,6 чоловіків також старших 18 років.
Середній дохід на одне домашнє господарство  становив 68 154 долари США (медіана — 60 179), а середній дохід на одну сім'ю — 72 572 долари (медіана — 70 625). Медіана доходів становила 49 152 долари для чоловіків та 30 469 доларів для жінок. За межею бідності перебувало 5,8 % осіб, у тому числі 10,8 % дітей у віці до 18 років та 0,0 % осіб у віці 65 років та старших.
Цивільне працевлаштоване населення становило 380 осіб. Основні галузі зайнятості: освіта, охорона здоров'я та соціальна допомога — 22,1 %, виробництво — 20,3 %, будівництво — 10,8 %, науковці, спеціалісти, менеджери — 10,3 %.